# Алатоа, Дженис
Дженис Алатоа (англ. Janice Alatoa; 30 октября 1988, Порт-Вила) — вануатская легкоатлетка, специалистка по бегу на короткие дистанции. Выступала за национальную сборную Вануату по лёгкой атлетике в начале 2010-х годов, бронзовая призёрка Тихоокеанских мини-игр, участница летних Олимпийских игр в Лондоне. Также известна как футболистка, игрок вануатской национальной сборной по футболу.

## Биография
Дженис Алатоа родилась 30 октября 1988 года в городе Порт-Вила, Вануату. Серьёзно заниматься лёгкой атлетикой начала в возрасте тринадцати лет, проходила подготовку на местной беговой дорожке под руководством своего отца, который в прошлом тоже был легкоатлетом и впоследствии стал тренером. Одновременно с участием в соревнованиях по бегу Дженис также играла за национальную сборную Вануату по футболу.
Благодаря череде удачных выступлений Алатоа удостоилась права защищать честь страны на летних Олимпийских играх 2012 года в Лондоне. Стартовала в женском забеге на 100 метров — на предварительном этапе заняла седьмое место, показав время 13,60 секунды, и не смогла квалифицироваться в полуфинальную стадию.
После лондонской Олимпиады Дженис Алатоа ещё в течение некоторого времени оставалась в основном составе национальной сборной Вануату и продолжала принимать участие в крупнейших международных соревнованиях. Так, в 2013 году на соревнованиях в австралийском Брисбене она установила личные рекорды на дистанциях 100 и 200 метров, пробежав их за 13,59 и 28,23 секунды соответственно. Кроме того, завоевала бронзовую медаль на Тихоокеанских мини-играх в Уоллис и Футуна — совместно с партнёршами по команде Джудит Алатоа, Анной Батик и Дафной Налавас заняла третье место в программе женской эстафеты 4 × 100 метров, показав итоговое время 50,32 секунды.